# Юсупов Ібрагім Юсупович
Юсупов Ібрагім {кар. Ибрайым Юсупов, Ibrayi‘m Yusupov, узб. Ibroyim Yusupov, рос. Юсупов Ибрагим Юсупович) (5 травня 1929, Чимбайський район — 24 липня 2008) — каракалпацький поет, перекладач і драматург, педагог. Народний поет Узбекистану і Каракалпакстану. Герой Узбекистану. Автор тексту гімну Республіки Каракалпакстан.

## Біографія
Батько майбутнього поета Юсуп ахун Саєкеєв (1875—1931) був релігійним діячем і великим землевласником за мірками тодішнього часу, переслідувався радянською владою і був репресований в Туркменію. Не повернувся із заслання, мати Ханбібі виховала двох синів і чотирьох дочок. Щоб допомогти матері, Ібрагім в 13 років почав заробляти на життя.
Навчався в каракалпацькому педагогічному інституті. Після закінчення інституту в 1949 році став викладати в ньому літературу. У 1952 році він звинувачувався у співпраці з буржуазно-націоналістичними угрупованнями. Але через недостатність доказів виправданий. У 1961—1962 роках був редактором журналу «Амудар'я», потім перейшов на наукову роботу в Інститут мови, літератури та історії Каракалпацької філії АН СРСР. У 1965—1980 роках очолював Спілку письменників Каракалпацької АРСР.
В 1980-1985-рр. трудився на посаді голови Каракалпацького Комітету із захисту миру, керівника Центру з духовності та просвітництва. Він неодноразово обирався депутатом Верховної ради КАРСР. 1990—1994 роках обирався в депутати Верховної ради УзРСР і Узбекистану. Багаторазово був довіреною особою І. А. Карімова на виборах президента Республіки Узбекистан і активно підтримав його кандидатуру, був затятим прихильником.
Перші твори Юсупова були опубліковані в 1949 році. Ним були написані збірка оповідань «Осінь біля старої шовковиці» («Ғарры туттағы гүз»); збірки поем і віршів «Лірика щастя», «Мандрівнику зі Сходу», «Сім перевалів», «Степові мрії», «Перебіг століття», «Томіріс і інші поеми», «Натхнення». Для Каракалпацького музично-драматичного театру ним були написані п'єси «Сорок дівчат», «Доля актриси», «Жартівник Умірбек». Юсупов також займався перекладом на каракалпацьку мову творів класиків російської та інших літератур: О. С. Пушкіна, М. Ю. Лермонтова, Т. Г. Шевченко, Абая, Г. Тукая, Шекспіра та інших.